# Bimbo (chica)
Bimbo (del italiano niño o niña, también bebé) es un término común en el idioma inglés, usado desde los años 1920 en Estados Unidos para describir a alguien atractivo pero carente de inteligencia. Regularmente es referido a mujeres. 

Este término comienza a aparecer alrededor de 1919. En 1929, en la película de cine mudo «Desert Night», se describe a una mujer cocinando un bimbo. Esta palabra deriva del término italiano bimbo, una palabra de género masculino con significado de (hombre) muy joven. «Hombre joven», que denota inmadurez y actuación de niño. En el equivalente femenino sería «bimba». Éste fue usado por primera vez en el inglés al referirse a un hombre carente de intelecto. Con esto entendemos que significa «mujer con poca inteligencia».

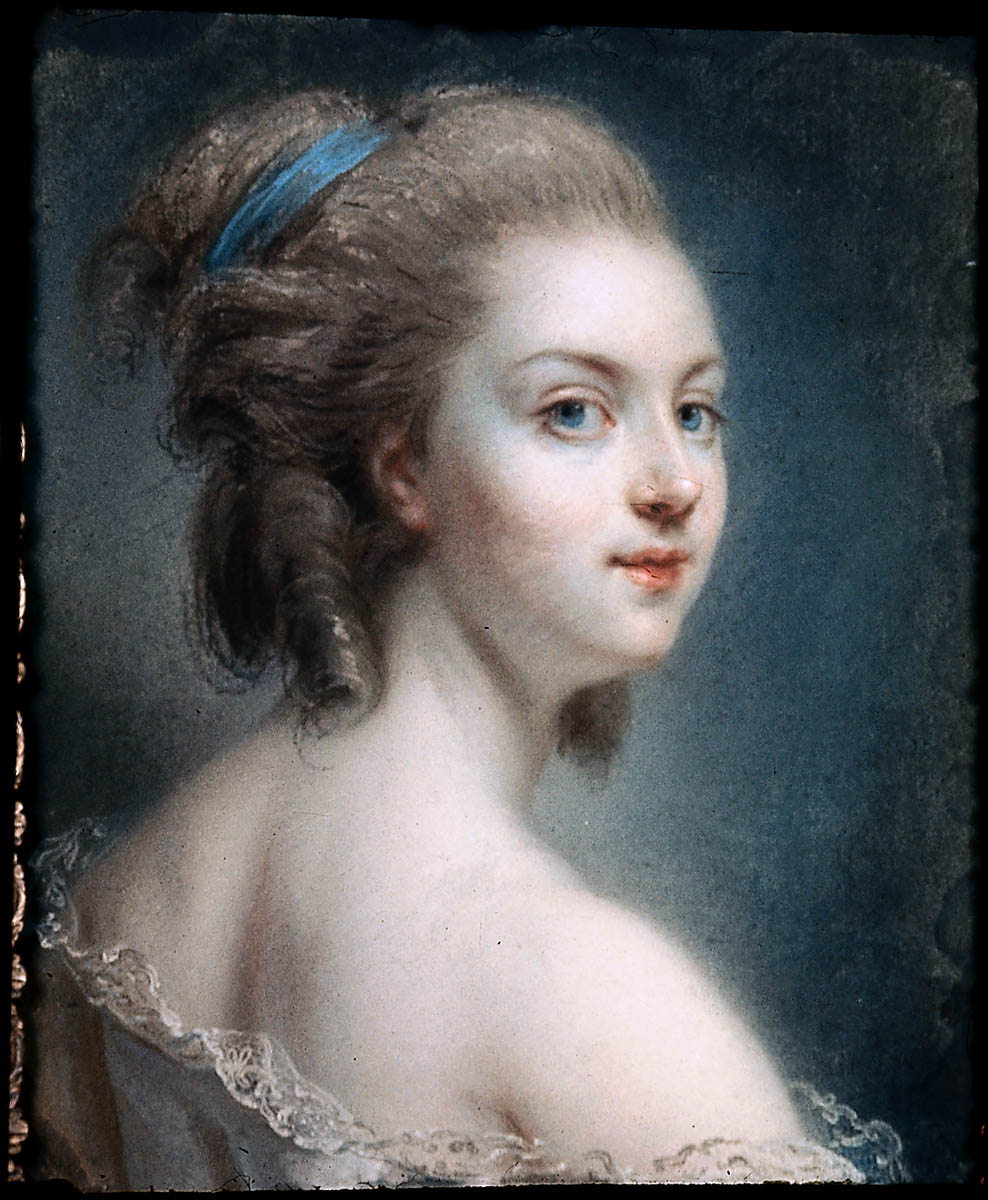
Presunto retrato de Rosalie Duthé (1748-1830), llamada "la primera rubia tonta registrada oficialmente".

Podemos mencionar algunas derivaciones de bimbo, y entre éstas están himbo y mimbo; algunas pueden usarse dependiendo de la expresividad femenina, como bimbette, para una mujer catalogada como bimbo muy joven.
Para catalogar como bimbo a alguien no es necesario alto nivel de atractivo sexual (aunque es común que estás mujeres se hayan realizado diversas operaciones estéticas) , comenzando con que bimbo es un estado mental, y se refiere a una persona exageradamente egocéntrica y materialista, fijándose mucho en el atractivo físico propio, destacando pechos y labios.
En realidad, se dice que una mujer es bimbo cuando basa su vida en las cosas triviales, aunque, claro, para ella no lo son.
Se puede decir que se ha creado un estereotipo para este tipo de personas, con este tipo de vida. 
El perfil de una bimbo tiene que ver con el atractivo físico, muchas veces usado en caracterizaciones en comedias, y humor. Un ejemplo de ello es Kelly Bundy, interpretada por Christina Applegate, en Married with Children/Matrimonio con hijos o Hillary Banks en The Fresh Prince of Bel-Air.

## Características de unabimbo
- Físicamente atractivas.
- La estupidez.
- Vanidad en general.
- Habilidad en aspectos no-intelectuales.